# Eckart Ratz
Eckart Ratz (Bregenz, 1953. június 28. –) osztrák bíró, rövid ideig Ausztria belügyminisztere volt.

## Életpályája
1980 és 1984 között Vorarlbergben bíró volt, majd 1997 és 2018 között a Legfelső Bíróságnál (Obersten Gerichtshofs) bíró volt.